# Пшибылович, Марцин
Ма́рцин Пшибыло́вич (пол. Marcin Przybyłowicz; род. 4 мая 1985 года, Познань, Польша) — польский композитор и звукорежиссёр. Он известен в основном как музыкальный руководитель и ведущий композитор игр «Ведьмак 3: Дикая охота» и Cyberpunk 2077, а также звукорежиссёр The Vanishing of Ethan Carter.

## Биография
Родился в 1985 году в Познани. Обучался на джазового дирижёра в Музыкальной академии имени Феликса Нововейского в Быдгоще; во время обучения начал заниматься сочинением музыки. В 2007 году получил стипендию «Творческая долина» (пол. Dolina Kreatywna), рассчитанную на молодых талантов и финансируемую польской телекомпанией TVP. Стипендия позволила ему принять участие в создании трибьют-альбома «Ведьмак: Музыка по мотивам игры» (англ. The Witcher. Music inspired by the game), благодаря которой о Марцине узнали в игровой индустрии.
Марцин принял участие в создании саундтрека «Ведьмак 2: Убийцы королей» (2011), разработанной CD Projekt RED. Он также работал над звуковым дизайном игры The Vanishing of Ethan Carter (2014) студии The Astronauts, которая была номинирована на награду «Совершенство в аудио» на Independent Games Festival. Он участвовал в других проектах, преимущественно в качестве фрилансера; в частности, он писал музыку к ряду мобильных игр, а также к рекламным роликам в сотрудничестве с Platige Image.
В игре «Ведьмак 3: Дикая Охота» (2015) Марцин выступил в роли ведущего композитора. Марцин решил, что звучание игры должно быть приближено к саундтреку оригинальной игры, написанному Адамом Скорупой и Павелом Блащаком. В качестве одного из образцов звучания была выбрана музыка группы Percival; в дальнейшем было решено привлечь Percival к написанию саундтрека. По словам Марцина, звучание игры было основано на трёх столпах: фолк-музыка разных культур (славянских, кельтских и шотландских); исторические и фэнтезийные художественные фильмы; и предыдущие игры серии. «Ведьмак 3» была номинирована на звание «Лучший саундтрек/звуковое оформление» на The Game Awards 2015, и на «Выдающееся достижение в оригинальном саундтреке» на D.I.C.E. Awards 2016.
В следующей игре CD Projekt RED, Cyberpunk 2077 (2020), Марцин также выступил в роли ведущего композитора.

## Работы
- Zoo Vet: Endangered Animals (2009 — звуковые эффекты)
- C.O.R.E. (2009 — звуковые эффекты)
- Chicken Blaster (2009 — звуковые эффекты)
- Pet Pals: New Leash on Life (2010 — звуковые эффекты)
- Academy: Tic-Tac-Toe (2010 — композитор)
- Gene Labs (2010 — звуковые эффекты)
- Rally Poland (2010 — звуковые эффекты)
- Wild West Shootout (2010 — звуковые эффекты)
- Ride 'em Low (2011 — звуковые эффекты)
- Duke Nukem: Critical Mass (2011 — композитор)
- Ведьмак 2: Убийцы королей (2011 — композитор)
- Extreme Hangman 2 (2011 — композитор)
- Hard Reset (2011 — звуковые эффекты)
- Academy: Checkers (2011 — композитор)
- Afterfall: Insanity (2011 — композитор)
- 1812: Serce Zimy (2011 — композитор)
- The Rest is Silence (2011 — композитор)
- Aahh! Spot the Difference (2012 — композитор)
- Uprising44: The Silent Shadows (2012 — композитор)
- Crazy Cangaroo (2012 — композитор)
- AiRace Speed (2013 — интро)
- Stonerid (2014 — композитор)
- Ancient Space (2014 — композитор)
- The Vanishing of Ethan Carter (2014 — звуковые эффекты)
- Ведьмак: Боевая Арена (2015 — композитор)
- Ведьмак 3: Дикая Охота (2015 — композитор/звукорежиссёр)
- Ведьмак 3: Дикая Охота — Каменные сердца (2015 — композитор/музыкальный руководитель)
- Charon (2015 — композитор)
- Hard West (2015 — композитор)
- Hard West: Scars of Freedom (2016 — композитор)
- Crush Your Enemies (2016 — композитор)
- Ведьмак 3: Дикая Охота — Кровь и вино (2016 — композитор/музыкальный руководитель)
- Gloria Victis (2016 — главная тема)
- Путешествие сквозь вселенную (2017 — композитор)
- Seven: The Days Long Gone (2017 — композитор)
- Корона королей[пол.] (2018, телевизионный сериал — композитор)
- Phantom Doctrine (2018 — композитор)
- SoulCalibur VI (2018 — композитор)
- Гвинт: Ведьмак. Карточная игра (2018 — композитор)
- Кровная вражда: Ведьмак. Истории (2018 — композитор/музыкальный руководитель)
- Devil's Hunt (2019 — музыкальный руководитель)
- Cyberpunk 2077 (2020 — композитор)
- Resident Evil Village (2021 — композитор)
- Siege Survival: Gloria Victis (2021 — композитор)
- Gamedec (2021 — композитор)
- Gwint: Mag renegat (2022 — музыкальный руководитель)
- Крестовый поход (2022 — композитор)
- Киберпанк: Бегущие по краю (2022 — саундтрек)
- Showgunners (2023 — композитор)
- UFO Robot Grendizer: The Feast of the Wolves (2023 — композитор)
- Sumerian Six (2024 — композитор)